# 尼尔·戈萨奇
尼尔·麥吉爾·戈萨奇（英語：Neil McGill Gorsuch，1967年8月29日—）是美国最高法院大法官。他和布雷特·卡瓦诺大法官都是乔治城预备中学的校友，两人相差两届。

## 簡介
在2016年，安东宁·斯卡利亚大法官去世，时任美国总统贝拉克·奥巴马的最高法院提名梅域·加蘭，被参议院共和党人以選举活動正在進行为理由，拒絕举行聽证会，中止其確認任命程序。
在2017年，美国总统唐纳德·特朗普上任後，提名49歲的戈萨奇出任美国最高法院大法官，並最終以54票支持，45票反對，獲得參議院確認提名，於2017年4月10日正式就任。戈萨奇接替斯卡利亚出任大法官，保守派重新維持最高法院的多數。
戈萨奇支持以文本主义诠释法律及宪法，并提倡自然法哲学。

## 提名为美国最高法院法官
2016年9月，在美国总统选举的过程中，总统候选人唐纳德·特朗普在一份21人的列表中提到了戈萨奇和他的同事，这份列表是特朗普在当選总统后准备提名为最高法院大法官的名单。
2017年1月特朗普成为总统之后，有位总统顾问将戈萨奇写入了一个縮短至只有8人的名单，这些人被特朗普总统考虑为大法官安东宁·斯卡利亚的继任者。2017年1月31日，特朗普正式宣布提名戈萨奇为美国最高法院大法官。
2017年4月7日，美國參議院於共和黨成功修改議事規則後作出表決，以54票贊成，45票反對，確認戈薩奇大法官任命。51名共和党及3名民主党参议员投下支持票。戈萨奇于4月10日宣誓就职，成为美国历史上第113位最高法院大法官。

## 外部連結
- "A Reply to Raymond Tallis on the Legalization of Assisted Suicide and Euthanasia" Neil Gorsuch, September 17, 2007 （页面存档备份，存于）
- "The Legalization of Assisted Suicide and the Law of Unintended Consequences" Neil Gorsuch, 2004 （页面存档备份，存于）
- "The Future of Assisted Suicide and Euthanasia" Neil Gorsuch, 2009 （页面存档备份，存于）
- "2016 Sumner Carnary Memorial Lecture: Of Lions and Bears, Judges and Legislators, and the Legacy of Justice Scalia"  Neil Gorsuch, 2016 （页面存档备份，存于）
- National Review article on litigation written by Gorsuch （页面存档备份，存于）
- "Easy confirmation ahead for Gorsuch?" Denver Post, June 21, 2006 （页面存档备份，存于）
- "Gorsuch wins Senate confirmation," Denver Post, July 20, 2006 （页面存档备份，存于）

| 司法职务                                | 司法职务                               | 司法职务                                  |
| --------------------------------------- | -------------------------------------- | ----------------------------------------- |
| 前任者： -                              | 首席副司法部長 2005–2006               | 繼任者： -                                |
| 前任者： 戴維·M·埃貝爾                  | 美國聯邦第十巡迴上訴法院法官 2006–2017 | 繼任者： 艾莉森·H·艾德                    |
| 前任： 安東寧·斯卡利亞                  | 美國最高法院大法官 2017年至今          | 現任                                      |
| 美國排位名單                            |                                        |                                           |
| 前任者： 艾蕾娜·卡根 美國最高法院大法官 | 美國優先順序 美國最高法院大法官        | 繼任者： 布雷特·卡瓦諾 美國最高法院大法官 |